# Thor (film)
Pour les articles homonymes, voir Thor (homonymie).
Série l'univers cinématographique Marvel
Iron Man 2
(2010) Captain America: First Avenger
(2011)
Série Thor
Thor : Le Monde des ténèbres
(2013)
Pour plus de détails, voir Fiche technique et Distribution.
Thor est un film américain de super-héros réalisé par Kenneth Branagh et sorti en 2011,.
Il fait partie de l'univers cinématographique Marvel, dont il est le quatrième film de la phase une, et met en scène les personnages des séries de bandes dessinées Marvel intitulées Journey into Mystery et The Mighty Thor, créées par Stan Lee, Larry Lieber et Jack Kirby.
Le film a été écrit par Ashley Miller, Zack Stentz et Don Payne, et met en scène Chris Hemsworth, Natalie Portman, Tom Hiddleston et Stellan Skarsgård. Il raconte l'histoire de Thor, un Dieu venu d'Asgard et exilé sur Terre, où il va rencontrer l'astrophysicienne Jane Foster. Il devra arrêter son frère adoptif Loki, qui tente de devenir le nouveau roi d'Asgard.

## Synopsis
En 965, les Géants des Glaces et leur roi Laufey lancèrent une invasion de la Terre à Tønsberg en Norvège. Ils menacèrent de plonger la Terre dans une nouvelle ère glaciaire grâce au Coffre des Anciens Hivers, la source de leur pouvoir. Mais Odin, roi d'Asgard, arriva avec son armée pour les combattre. Durant la bataille, Laufey éborgna l’œil droit d'Odin. L'armée d'Asgard repoussa les Géants des Glaces jusqu'à leur monde : Jötunheim. Les pertes furent lourdes, mais Odin parvint à battre Laufey et s'empara du Coffre. Au terme de cette dernière grande guerre, Odin et son armée retournèrent à Asgard. Aux yeux des hommes, tous ces êtres venus d'ailleurs devinrent des mythes et des légendes.
En 2011, Thor, fils d'Odin, se prépare à hériter du trône d'Asgard, mais cette cérémonie est interrompue lorsque trois Jotuns tentent de reprendre le Coffre. Malgré l'interdiction de son père Odin, Thor, aveuglé par sa soif de gloire et de bataille, se rend à Jötunheim pour faire face à Laufey, accompagné de son frère Loki, de son amie d'enfance Sif et des Trois Guerriers : Volstagg, Fandrall et Hogun. Une bataille s'ensuit avant qu'Odin n'intervienne pour sauver les Asgardiens. Pour avoir fait preuve d'arrogance envers son père et déclenché une nouvelle guerre contre les Jotuns, Thor est privé de son pouvoir et exilé sur Terre par Odin, sous l'apparence d'un simple mortel. Son marteau, Mjolnir, y est également envoyé après avoir été enchanté par Odin, afin qu'il ne puisse servir qu‘à celui qui s'en montrera digne.
Thor atterrit près de Puente Antiguo, au Nouveau-Mexique, où l'astrophysicienne Jane Foster, son assistante Darcy Lewis et son mentor, le Dr Erik Selvig, mènent d'importants travaux. Des habitants de Puente Antiguo trouvent Mjolnir, mais le SHIELD arrive rapidement sur les lieux et sécurise l'endroit, tandis que l'agent Phil Coulson s'empare des données collectées par Jane concernant l'arrivée sur Terre de Thor. Ce dernier, peu après avoir découvert où se trouvait Mjolnir, tente de s'en emparer et met facilement à terre les membres du personnel du SHIELD. Il tente ensuite de retirer Mjolnir du rocher sous les yeux de l'agent Clint Barton. Privé de ses pouvoirs et indigne d'eux, Thor ne parvient pas à soulever son marteau et, dépité, se laisse capturer par les gardes. Loki lui apparaît alors, lui faisant croire qu'Odin est mort et qu'il ne doit plus jamais revenir à Asgard. Avec l'aide du Dr Selvig, Thor est libéré, mais effondré par le chagrin, il se résigne à vivre sur Terre tandis qu'il commence à éprouver des sentiments pour Jane.
Pendant ce temps sur Asgard, Loki a découvert qu'il était le fils de Laufey, adopté par Odin après la fin de la guerre. Ce dernier, affaibli et dépassé par les événements, a sombré dans le Sommeil d'Odin afin de récupérer ses forces. Loki est couronné roi en son absence et offre à Laufey sa chance de tuer Odin et de reprendre le Coffre. Sif et les Trois Guerriers, soupçonnant les agissements de Loki, décident de partir retrouver Thor sur Terre et parviennent à convaincre sans grande difficulté Heimdall, le gardien du Bifröst, de les aider. Conscient du danger que le retour de Thor pourrait entraîner, Loki envoie le Destructeur, un automate indestructible, pour retrouver et tuer son frère ainsi que ses amis.
Les guerriers retrouvent Thor et lui apprennent que son père est toujours vivant, mais le Destructeur arrive et parvient à les vaincre. Thor décide alors de se sacrifier afin de sauver ses amis et les innocents autour d'eux. Grièvement blessé par un unique coup du Destructeur, Thor prouve ainsi qu'il est de nouveau digne de posséder Mjolnir. Le marteau se détache du rocher et retourne dans la main de Thor. Retrouvant ainsi son pouvoir, le Dieu du tonnerre parvient à détruire l'automate. Après avoir fait ses adieux à Jane et lui promettant de la revoir un jour, il retourne avec ses compagnons sur Asgard pour mettre un terme aux agissements de son frère.
Sur Asgard, Loki trahit et tue Laufey, révélant ainsi son véritable plan : détruire Jötunheim pour acquérir enfin l'estime de son père qu'il cherche à gagner depuis des années, afin qu'elle soit supérieure à celle qu'il a pour Thor. Loki déchaîne la puissance du Bifröst sur le monde des Jotuns mais Thor l'affronte et choisit de détruire le pont arc-en-ciel. Odin se réveille et sauve de justesse les deux frères, mais Loki décide d'en finir et semble vouloir se suicider en réalisant que jamais il n'aurait le même respect que son frère aux yeux de leur père, disparaissant dans le vortex ouvert par la destruction du Bifröst. Thor concède à Odin qu'il n'est pas prêt à être roi, reconnaissant ses erreurs et son manque de maturité. Entretemps, sur Terre, Jane et son équipe tentent de trouver un moyen d'ouvrir un portail vers Asgard.
Scène post-générique
Le Dr Selvig rencontre Nick Fury ; celui-ci ouvre une valise contenant le Cube cosmique. Fury lui explique que c'est une source d'énergie qui peut être illimitée s'ils parviennent à l'exploiter. Selvig semble très intéressé par cette révélation. Loki apparait en reflet sur une vitre. Il semble contrôler Selvig, qui répète mot pour mot ce que dit le dieu de la malice : « Et bien je crois que ça mérite un coup d’œil. ».

## Fiche technique
Sauf indication contraire, les informations mentionnées dans cette section peuvent être confirmées par les bases de données cinématographiques IMDb et Allociné,  présentes dans la section « Liens externes ».
- Titre : Thor
- Réalisation : Kenneth Branagh

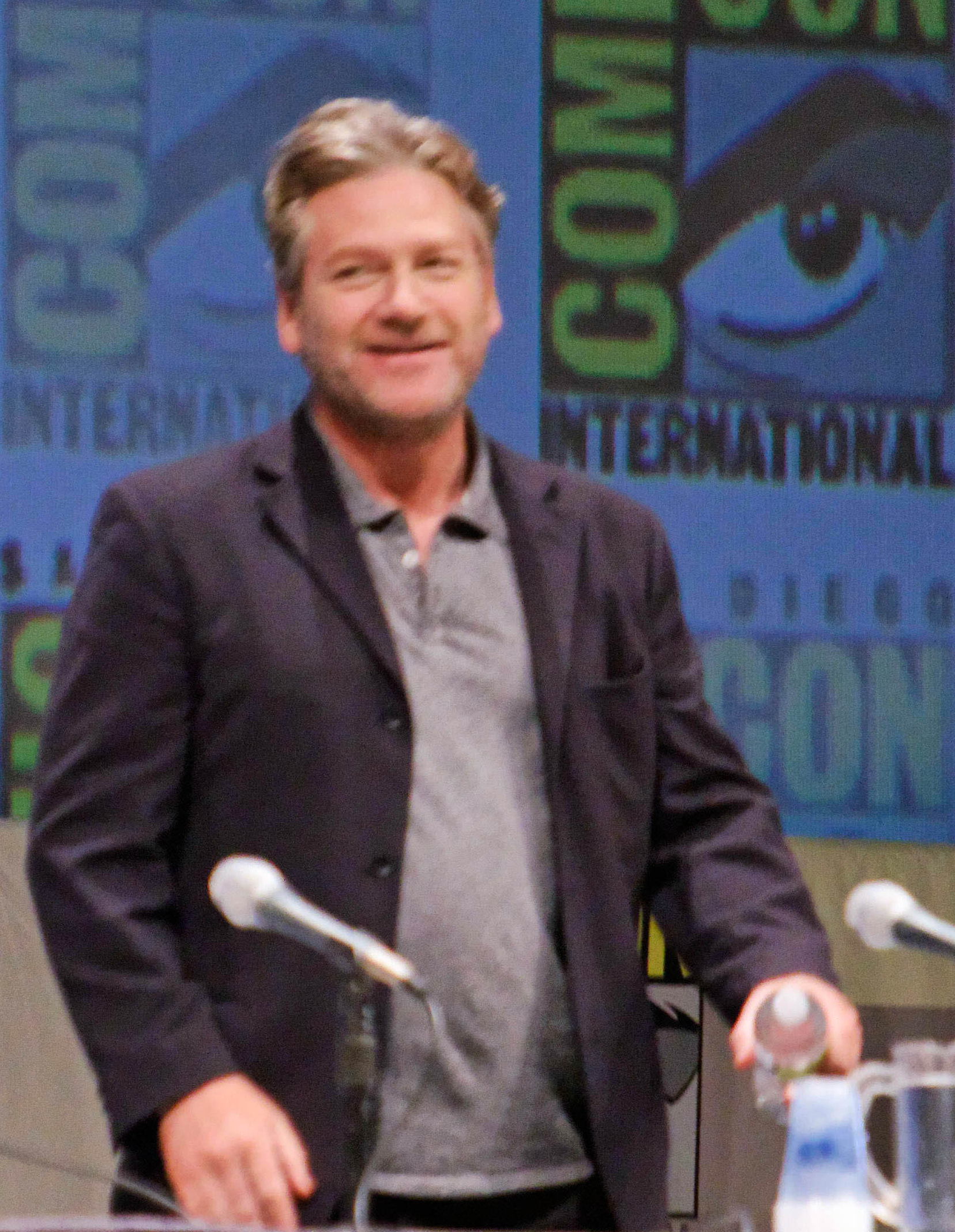
Kenneth Branagh au San Diego Comic-Con de 2010.

- Scénario : Ashley Edward Miller, Zack Stentz et Don Payne, d'après une histoire de Joseph Michael Straczynski et Mark Protosevich, d'après le comics Thor créé par Stan Lee, Larry Lieber et Jack Kirby
- Musique : Patrick Doyle
- Direction artistique : Pierre Buffin, Kasra Farahani, Luke Freeborn, Sean Haworth, A. Todd Holland et Maya Shimoguchi
- Décors : Bo Welch
- Costumes : Alexandra Byrne
- Photographie : Haris Zambarloukos (en)
- Son : Andy Nelson, Anna Behlmer, Tom Lalley, William Stein, Matt Vowles
- Montage : Paul Rubell
- Production : Kevin Feige
  - Production déléguée : Stan Lee, Louis D'Esposito (es), Alan Fine (en), David Maisel et Patricia Whitcher
  - Production associée : David J. Grant
  - Coproduction : Craig Kyle et Victoria Alonso
- Sociétés de production[3] : Marvel Studios, présenté par Paramount Pictures et Marvel Entertainment
- Sociétés de distribution : Paramount Pictures (États-Unis, France, Québec) ; Universal Pictures International (Belgique)
- Budget : 150 millions de $[4]
- Pays de production :  États-Unis
- Langue originale : anglais
- Format[5] : couleur (DeLuxe) - 35 mm / D-Cinema - 2,39:1 (Cinémascope) (Panavision) - son Dolby Digital  | Datasat | SDDS | Dolby Surround 7.1 | Dolby Atmos
- Genre : action, aventures, fantastique, super-héros
- Durée : 114 minutes
- Dates de sortie[6] :
  - Australie : 17 avril 2011 (première mondiale à Sydney)[7]
  - France, Belgique, Suisse romande : 27 avril 2011[8],[9]
  - États-Unis : 6 mai 2011
  - Québec : 6 mai 2011[10]
- Classification[11] :
  - États-Unis : accord parental recommandé, film déconseillé aux moins de 13 ans (PG-13 - Parents Strongly Cautioned)[Note 1]
  - France : tous publics[12]
  - Belgique : tous publics (Alle Leeftijden)[8]
  - Suisse romande : interdit aux moins de 12 ans[13]
  - Québec : tous publics - déconseillé aux jeunes enfants (G - General Rating)[10]

## Distribution
- Chris Hemsworth (VF : Adrien Antoine ; VQ : Martin Desgagné) : Thor[14]
- Natalie Portman (VF : Sylvie Jacob ; VQ : Aline Pinsonneault) : Jane Foster[2]
- Tom Hiddleston (VF : Alexis Victor ; VQ : Frédéric Millaire-Zouvi) : Loki[1]
- Anthony Hopkins (VF : Bernard Dhéran ; VQ : Vincent Davy) : Odin
- Stellan Skarsgård (VF : Jacques Frantz ; VQ : Denis Mercier) : Dr Erik Selvig

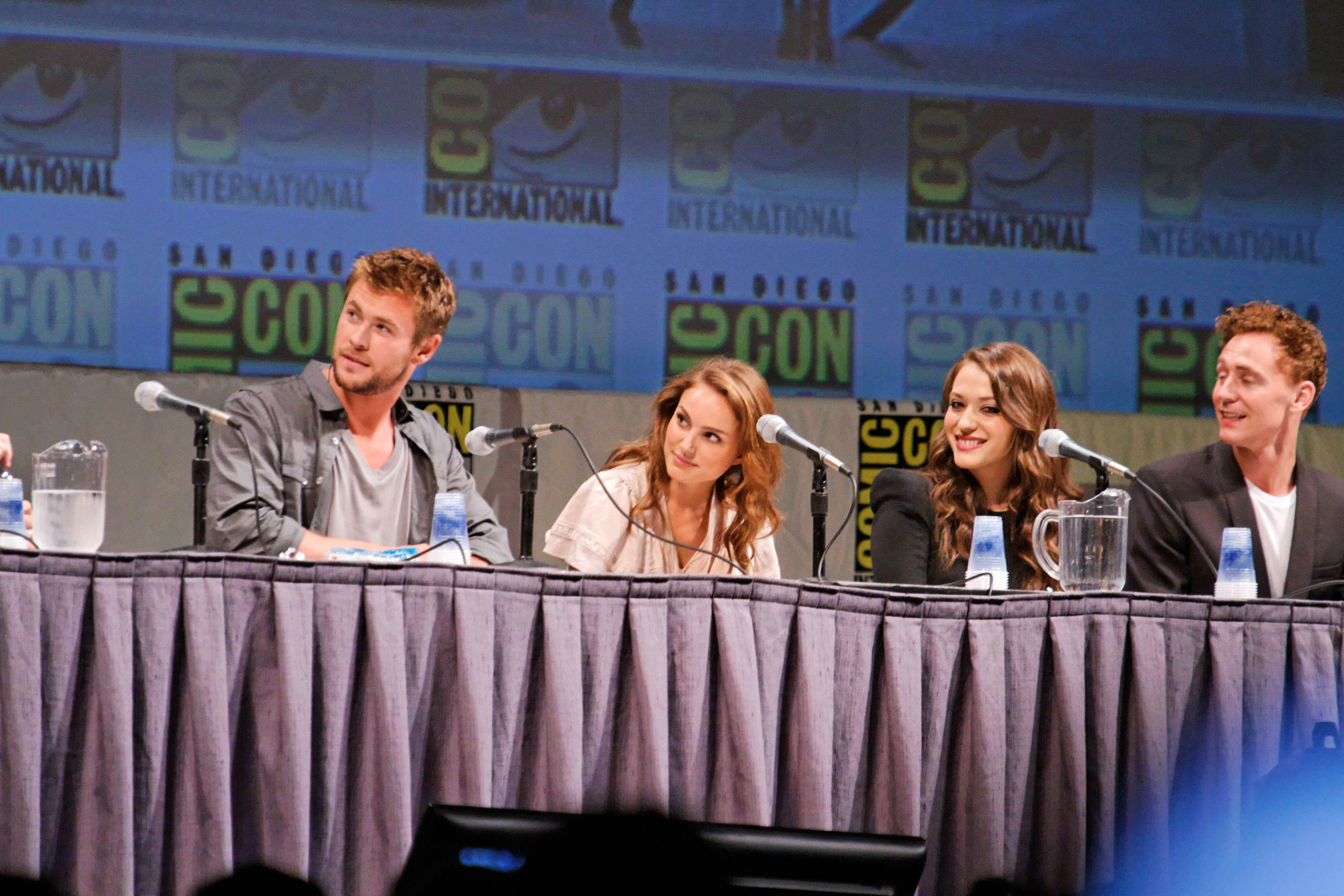
Hemsworth, Portman, Dennings et Hiddleston au San Diego Comic-Con de 2010.

- Clark Gregg (VF : Jean-Pol Brissart ; VQ : François Godin) : Phil Coulson, agent du SHIELD
- Kat Dennings (VF : Kelly Marot ; VQ : Sarah-Jeanne Labrosse) : Darcy Lewis
- Colm Feore (VF : François Siener ; VQ : René Gagnon) : Laufey, roi des géants des glaces
- Ray Stevenson (VF : Patrick Béthune ; VQ : Louis-Philippe Dandenault) : Volstagg[2]
- Jaimie Alexander (VF : Ingrid Donnadieu ; VQ : Marie-Claude Hénault) : Sif[2]
- Rene Russo (VF : Véronique Augereau ; VQ : Hélène Mondoux) : Frigga[2]
- Joshua Dallas (VF : Julien Lucas ; VQ : Guillaume Champoux) : Fandral[2]
- Idris Elba (VF : Frantz Confiac ; VQ : Patrick Chouinard) : Heimdall
- Tadanobu Asano (VF : Stéphane Fourreau ; VQ : Stéphane Rivard) : Hogun[2]
- Maximiliano Hernández (VF : Pascal Germain ; VQ : Jacques Lavallée) : agent Jasper Sitwell
- Dakota Goyo : Thor, enfant
- Jeremy Renner (VF : Jérôme Pauwels ; VQ : Antoine Durand) : Clint Barton / Hawkeye (non crédité)
- Matt Battaglia : Pete
- Adriana Barraza : Isabela Alvarez
- Stan Lee : « Stan the Man »[15] (caméo)
- J. Michael Straczynski : Townie (caméo)
- Samuel L. Jackson (VF : Thierry Desroses ; VQ : Éric Gaudry) : Nick Fury, directeur du SHIELD[16] (caméo, scène post-générique, non crédité)

## Production

### Genèse et développement
Sam Raimi avait originellement eu l'idée de faire un film sur Thor après la production de Darkman (1990) ; il rencontre Stan Lee et parle du concept à la 20th Century Fox, mais ils ne comprennent pas le projet. Thor est alors abandonné jusqu'en avril 1997, lorsque Marvel Studios commence à se développer rapidement. Le film gagne de l'importance après le succès du film X-Men (2000). Au départ, Thor devait être une série télévisée. UPN était partant pour la diffuser ; intéressé par le projet, UPN propose le rôle à Tyler Mane pour incarner le personnage de Thor. En mai 2000, Marvel Studios propose à Artisan Entertainment d'aider à financer le projet en tant que film. Sony Pictures Entertainment achète finalement les droits du film, et en décembre 2003, David S. Goyer négocie le scénario et la réalisation. En 2005, bien qu'il y ait eu certaines discussions entre Goyer et Marvel, il est révélé que Goyer n'était plus intéressé par le projet, bien que le film avait commencé à être distribué par Sony Pictures.
En 2006, il est annoncé que le film serait une production Marvel Studios.
En février 2010, il est annoncé que BUF Compagnie, située en France, serait la principale société travaillant sur les effets spéciaux du film. Digital Domain participera également à leur élaboration.

### Scénario
Mark Protosevich, un fan de la bande-dessinée Thor, accepte d'écrire le scénario en avril 2006, et le projet est désormais entre les mains de Paramount Pictures, après qu'ils eurent acquis les droits auprès de Sony.

### Attribution des rôles

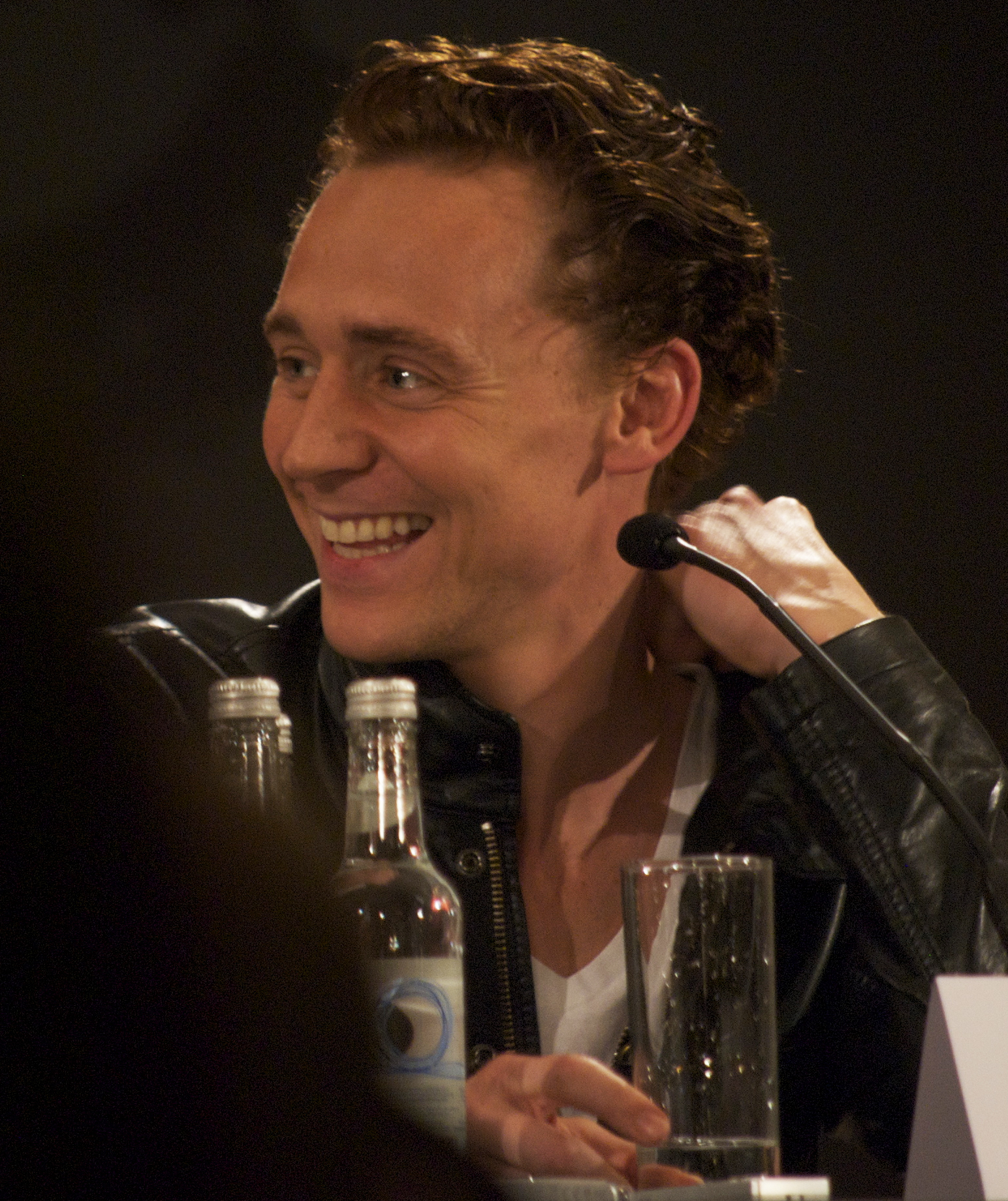
L'acteur anglais Tom Hiddleston, à la conférence de presse londonienne du film, en avril 2011.

Concernant le casting, plusieurs noms d'acteurs ont circulé.
Brad Pitt, Channing Tatum, Triple H, Charlie Hunnam, Alexander Skarsgård, Daniel Craig et Liam Hemsworth pour le rôle de Thor avant que ce ne soit Chris Hemsworth. Tom Hiddleston qui interprète Loki, devait lui aussi incarner le rôle.
Les noms de Jim Carrey et Josh Hartnett ont circulé pour le rôle de Loki avant qu'il ne soit attribué à Tom Hiddleston, de même que Jessica Biel et Diora Baird pour le rôle de Sif avant qu'il ne soit attribué à Jaimie Alexander et Brian Blessed pour le rôle d'Odin avant que ce ne soit finalement Anthony Hopkins.
Zachary Levi, Dominic Cooper et Stuart Townsend pour le rôle de Fandral avant que ce ne soit Josh Dallas. Il est à noter que Stuart Townsend a quitté le casting pour des raisons de « divergence artistique » et que Zachary Levi reprend le rôle dans la suite Thor : Le Monde des ténèbres.

### Tournage
Le tournage de Thor, sous la direction de Kenneth Branagh, a débuté le 12 janvier 2010 à Los Angeles. Il s'est poursuivi ensuite à Santa Fe, puis au Nouveau-Mexique, jusqu'à la fin avril 2010.

## Bande originale
Bandes originales de l'Univers cinématographique Marvel
Iron Man 2
(2010) Captain America: First Avenger
(2011)
En mars 2011, Buena Vista Records annonce la commercialisation d'un album. L'album inclut la bande originale du film composée par Patrick Doyle et est commercialisé dans certains pays européens fin avril 2011.
En avril 2011, le président de Marvel Studios, Kevin Feige, a dit que la musique composée par Foo Fighters a été ajoutée dans le film. La musique intitulée Walk est jouée durant une scène dans laquelle Thor, ayant perdu sa puissance et exilé sur Terre, se retire boire quelques cocktails avec le personnage de Stellan Skarsgård. La musique est rejouée durant le générique de fin.
Toute la musique est composée par Patrick Doyle.
| 1.              | Chasing the Storm        | 3:11 |
| 2.              | Prologue                 | 3:09 |
| 3.              | Sons of Odin             | 1:48 |
| 4.              | A New King               | 3:00 |
| 5.              | Ride to Observatory      | 2:10 |
| 6.              | To Jotunheim             | 2:19 |
| 7.              | Laufey                   | 3:40 |
| 8.              | Frost Giant Battle       | 4:22 |
| 9.              | Banishment               | 1:53 |
| 10.             | Crisis In Asgard         | 2:18 |
| 11.             | Odin Confesses           | 2:43 |
| 12.             | Hammer Found             | 1:11 |
| 13.             | Urgent Matter            | 2:21 |
| 14.             | The Compound             | 7:40 |
| 15.             | Loki’s Lie               | 1:54 |
| 16.             | My Bastard Son           | 2:39 |
| 17.             | Science and Magic        | 2:53 |
| 18.             | The Destroyer            | 2:57 |
| 19.             | Forgive Me               | 2:40 |
| 20.             | Thor Kills the Destroyer | 1:53 |
| 21.             | Brothers Fight           | 6:59 |
| 22.             | Letting Go               | 3:17 |
| 23.             | Can You See Jane?        | 2:23 |
| 24.             | Earth to Asgard          | 2:33 |
| 1 h 11 min 53 s |                          |      |

## Accueil

### Accueil critique
Sur l'agrégateur américain Rotten Tomatoes, le film récolte 77 % d'opinions favorables pour 284 critiques. Sur Metacritic, il obtient une note moyenne de 57⁄100 pour 40 critiques.
En France, le site Allociné propose une note moyenne de 3⁄5 à partir de l'interprétation de critiques provenant de 21 titres de presse.

### Box-office
Thor est classé deuxième à sa première diffusion en Australie derrière le film d'Universal Pictures Fast and Furious 5, gagnant 5,8 millions de dollars. Le film est plus populaire que Iron Man (autre film Marvel) de 1 %, en Australie en 2008. La semaine suivante, Thor est diffusé dans 56 salles et gagne 89,2 millions de dollars dans la semaine. Thor se classe premier en Amérique du Nord, avec 65,7 millions plus 6,6 millions dans les 213 salles de cinéma IMAX, représentant 10 % des revenus semestriels. Le film est classé numéro un des box-offices américains et canadiens après sa seconde semaine de diffusion, gagnant ainsi 34,7 millions de dollars. Thor est diffusé au cinéma jusqu'au 25 août 2011 avec un revenu total de 181 030 624 $ aux États-Unis et 267 482 200 $ dans les marchés internationaux pour un total de 448 512 824 $.
| Pays ou région        | Box-office                       | Date d'arrêt du box-office | Nombre de semaines |
| --------------------- | -------------------------------- | -------------------------- | ------------------ |
| États-Unis            | 181 030 624 $                    | N/A                        | N/A                |
| France                | 1 714 453 entrées (18 370 989 $) | N/A                        | N/A                |
| Total hors États-Unis | 268 295 994 $                    | N/A                        | N/A                |
| Total mondial         | 449 326 618 $                    | N/A                        | N/A                |

Sources : Box-Office Mojo / Jpbox-office.com

## Distinctions
Entre 2011 et 2012, le film Thor a été sélectionné 35 fois dans diverses catégories et a remporté 5 récompenses.

### Nominations
- Teen Choice Awards 2011 : révélation masculine de l'année pour Chris Hemsworth
- MTV Movie Awards 2012 : meilleur héros pour Chris Hemsworth

## Éditions en vidéo
Le film est sorti en DVD et Blu-ray le 5 octobre 2011 chez Paramount Pictures.

## Suites
En avril 2011, le président de Marvel Studios Kevin Feige explique que, suivi de Avengers, « Thor reviendra dans de nouvelles aventures ». Feige explique plus tard que Marvel attend de voir les résultats de Thor au box-office avant d'annoncer officiellement une suite : « Don Payne travaille sur le scénario pour une éventuelle deuxième partie [...] ».
En juin 2011, Disney lance une date officielle, le 26 juillet 2013, pour une suite intitulée Thor : Le Monde des ténèbres avec Chris Hemsworth reprenant son rôle. Kenneth Branagh ne sera pas le réalisateur mais sera impliqué dans la production.
Cette suite s'inscrit aussi dans l'univers cinématographique Marvel : elle compte comme la 8e étape, et fait partie de la phase 2.
En mars 2012, Kevin Feige a précisé qu'Alan Taylor, réalisateur de la première saison de la série Le Trône de fer, dirigera cette suite.
En octobre 2014, Kevin Feige annonce les plans de Marvel Studios pour la suite de l'expansion de l'univers cinématographique Marvel, comportant un troisième film centré sur le personnage, Thor : Ragnarok. Le film sera réalisé par Taika Waititi, pour une sortie aux États-Unis prévue le 3 novembre 2017.